# Belgische kampioenschappen atletiek 1965
De Belgische kampioenschappen atletiek 1965 Alle Categorieën vonden voor zowel de mannen als de vrouwen plaats op 7 en 8 augustus in het Heizelstadion te  Brussel. 
Gaston Roelants verbeterde zijn wereldrecord op de 3000 m steeple  van 8.29.6 naar 8.26.4 en zijn Belgisch record op de 10.000 m naar 28.24,0.

## Uitslagen
| Atleet                    | Prestatie    | Onderdeel            | Atlete                 | Prestatie |
| ------------------------- | ------------ | -------------------- | ---------------------- | --------- |
| Ignace Van der Cam        | 10,6 s       | 100 m                | Monique Vanherck       | 12,7 s    |
| Paul Poels                | 21,7 s       | 200 m                | Annie-Paule Knipping   | 26,1 s    |
| Willy Vandenwijngaerden   | 47,8 s       | 400 m                | Annie-Paule Knipping   | 60,5 s    |
| Willy Mertens             | 1.52,2       | 800 m                | Anne-Marie Deffernez   | 2.20,0    |
| Eugène Allonsius          | 3.44,5       | 1500 m               | -                      | -         |
| Eugène Allonsius          | 14.06,8      | 5000 m               | -                      | -         |
| Gaston Roelants           | 28.24,0 (NR) | 10.000 m             | -                      | -         |
| -                         | -            | 80 m horden          | Roswitha Emonts-Gast   | 11,9 s    |
| Luc Legros                | 15,1 s       | 110 m horden         | -                      | -         |
| Tony De Buyser            | 24,8 s       | 200 m horden         | -                      | -         |
| Francois Van Cauwenberghe | 54,0 s       | 400 m horden         | -                      | -         |
| Gaston Roelants           | 8.26,4 (WR)  | 3000 m steeple       | -                      | -         |
| Freddy Herbrand           | 1,95 m       | hoogspringen         | Rita Vanherck          | 1,60 m    |
| Paul Coppejans            | 4,46 m       | polsstokhoogspringen | -                      | -         |
| Yves Theisen              | 7,23 m       | verspringen          | Rose-Marie De Bruycker | 5,59 m    |
| Freddy Herbrand           | 14,26 m      | hink-stap-springen   | -                      | -         |
| Bertrand De Decker        | 16,51 m      | kogelstoten          | Simone Saenen          | 12,61 m   |
| Edouard Szostak           | 47,80 m      | discuswerpen         | Simone Saenen          | 42,84 m   |
| Guy Van Zeune             | 66,92 m      | speerwerpen          | Ghislaine D'Hollander  | 41,40 m   |
| Marcel Hertogs            | 52,56 m      | hamerslingeren       | -                      | -         |

1889 · 
1890 · 
1891 · 
1892 · 
1893 · 
1894 · 
1895 · 
1896 · 
1897 · 
1898 · 
1899 · 
1900 · 
1901 · 
1902 · 
1903 · 
1904 · 
1905 · 
1906 ·
1907 ·
1908 · 
1909 · 
1910 · 
1911 · 
1912 · 
1913 · 
1914 · 
1919 · 
1920 · 
1921 · 
1922 · 
1923 · 
1924 · 
1925 · 
1926 · 
1927 · 
1928 · 
1929 · 
1930 · 
1931 · 
1932 · 
1933 · 
1934 · 
1935 · 
1936 · 
1937 · 
1938 · 
1939 · 
1940 · 
1941 · 
1942 · 
1943 · 
1944 · 
1945 · 
1946 · 
1947 · 
1948 · 
1949 · 
1950 · 
1951 · 
1952 · 
1953 · 
1954 · 
1955 · 
1956 · 
1957 · 
1958 · 
1959 · 
1960 · 
1961 · 
1962 · 
1963 · 
1964 · 
1965 · 
1966 · 
1967 · 
1968 · 
1969 · 
1970 · 
1971 · 
1972 · 
1973 · 
1974 · 
1975 · 
1976 · 
1977 · 
1978 · 
1979 · 
1980 · 
1981 · 
1982 · 
1983 · 
1984 · 
1985 · 
1986 · 
1987 · 
1988 · 
1989 · 
1990 · 
1991 · 
1992 · 
1993 · 
1994 ·
1995 · 
1996 · 
1997 · 
1998 · 
1999 · 
2000 · 
2001 · 
2002 · 
2003 · 
2004 · 
2005 · 
2006 · 
2007 · 
2008 · 
2009 · 
2010 · 
2011 · 
2012 · 
2013 · 
2014 · 
2015 · 
2016 · 
2017 · 
2018 · 
2019 · 
2020 · 
2021 · 
2022 · 
2023 · 
2024